# Сенявская, Мария София
Княжна Мария София Сенявская (1699 — 21 мая 1771, Варшава) — польская аристократка.

## Биография
Представительница магнатского рода Сенявских. Единственная дочь гетмана великого коронного Адама Николая Сенявского (ок. 1666—1726) и Эльжбеты Хелены Любомирской (1669/1670 — 1729). Кузина старосты каневского Николая Базилия Потоцкого.
На крещении Марии Софии присутствовали русский царь Пётр Великий, польский король Август Сильный и трансильванский князь Ференц Ракоци, что может свидетельствовать о влиянии её родителей.
Её мать Эльжбета Любомирская стремилась выдать Марию замуж за королевича Константина Владислава Собеского, которому первая сама симпатизировала.
30 июля 1724 года Мария София Сенявская была выдана замуж за гетмана польного литовского Станислава Эрнеста Денгофа (1673—1728). Во время свадьбы жених устроил пышный приём во дворце латинских епископов Львова (теперь Площадь Рынок). На специальных мачтах горели 600 факелов и 400 фонарей. Дорога до дома была обозначена шестью вышками со светильниками. Из окон выставили четыре дождевых трубы, из которых в течение одного часа лилось венгерское вино. Но через четыре года после свадьбы Станислав Эрнест Денгоф скончался.
В 1726 году после смерти своего отца Адама Николая Сенявского Мария София унаследовала его огромные владения (35 городов, 235 сел и Бережанский замок). Она стала одной из богатейших невест Речи Посполитой. Среди кандидатов на её руку были Шарль де Бурбон, граф де Шароле, которого поддерживала Франция (Людовик XV даже приглашал Марию Софию к Версаль), инфант Мануэл Португальский, пользовавшийся поддержкой Габсбургов, магнаты Ян Клеменс Браницкий, Франтишек Салезий Потоцкий, Ян Тарло и Август Александр Чарторыйский. Победу одержал генерал-майор коронных войск и воевода русский, князь Август Александр Чарторыйский, пользовавшийся поддержкой короля Речи Посполитой Августа Сильного.
17 июля 1731 года в Варшаве Мария София Денгоф вышла замуж за Августа Александра Чарторыйского (1697—1782). Благодаря этому браку князья Чарторыйские приобрели огромные владения Сенявских. У супругов было трое детей:
- Князь Адам Казимир (1734—1823), генерал земли подольской (1758), комендант кадетского корпуса (1768), генерал-лейтенант литовских войск (1777), фельдмаршал Австрии (1808)
- Князь Станислав (1740—1747)
- Княжна Изабелла (Эльжбета Елена Анна) (1733/1736-1816), муж с 1753 года маршалок великий коронный, князь Станислав Любомирский (1722—1783).